# Hagen Schulze
Hagen Schulze (Tànger, 31 de juliol de 1943 - Berlín, 4 de setembre de 2014) va ser un historiador alemany. Va exercir com a professor d'història en la Universitat Lliure de Berlín. Estava especialitzat en l'Edat Moderna d'Alemanya i d'Europa, particularment, en els nacionalismes comparats europeus.

## Biografia
Schulze va estudiar història medieval i la primerenca edat moderna, filosofia i ciència política en la Universitat de Bonn i en la Universitat de Kiel. En 1967 va rebre el seu doctorat i va treballar en els anys següents en la Fundació Patrimoni Cultural Prussià de Berlín i per als Arxius Federals de Coblenza. En 1977 va obtenir la seua habilitació amb la seua biografia sobre Otto Braun. Posteriorment, va ser tutor privat i professor substitut en Kiel i Berlín, fins que va ser nomenat professor a temps complet d'història moderna en la Universitat Lliure de Berlín en 1979.
Durant el Historikerstreit de 1986-87, Schulze va defensar els punts de vista d'Ernst Nolte, sobre que els crims nazis, inclòs l'Holocaust, van constituir una reacció al que es va percebre com "una declaració de guerra jueva" contra Alemanya, basada en el temor dels nazis envers la Unió Soviètica.
De 2000 a 2006, Schulze va ser el director de l'Institut Històric Alemany de Londres.

## Estat i nació a Europa
Amb una intel·ligent combinació d'història de les idees i història dels esdeveniments, el professor Schulze reconstrueix en aquesta obra les evolucions paral·leles de l'estat i la nació a Europa des de l'Edat Mitjana fins als nostres dies. Per a això compara el desenvolupament de l'estat en diferents països europeus i mostra com els conceptes d'estat i nació van sorgir en els segles xviii i xix com a conseqüència dels grans canvis econòmics, polítics i culturals que van tenir lloc. A través de la història de la nació, Schulze traça diversos estadis en el desenvolupament del nacionalisme i analitza com la identificació entre estat i nació va arrelar en les masses i va degenerar en els moviments totalitaris del segle xx, per a acabar examinant les implicacions del nacionalisme en l'Europa central i de l'est i el futur d'una Europa unida a partir de la pluralitat de les nacions.

## Obres
- Otto Braun oder Preussens demokratische Sendung (1977)
- Weimar. Deutschland 1917-1933 (1984)
- Gibt es überhaupt eine deutsche Geschichte? (1989)
- Die Wiederkehr Europas (1991)
- Staat und Nation in der europäischen Geschichte (1994)